# ديكسون (بنسلفانيا)
ديكسون (بالإنجليزية: Dickson City borough, Pennsylvania)‏ هي مدينة تقع بولاية بنسلفانيا في الولايات المتحدة. تبلغ مساحتها 12.42 كم2، وترتفع عن سطح البحر 252.0696 م، بلغ عدد سكانها 6,070 نسمة في عام 2010 حسب إحصاء مكتب تعداد الولايات المتحدة وتصل الكثافة السكانية فيها 488.7 نسمة لكل كيلومتر مربع (1,265.7/ميل2).

## التركيبة السكانية
حدّد مكتب تعداد الولايات المتحدة بيانات التركيبة السكانية لديكسون في تعداد الولايات المتحدة. في ما يلي، التركيبة السكانية حسب تعدادي 2000 و2010.

### تعداد عام 2000
بلغ عدد سكان ديكسون 6,205 نسمة بحسب تعداد عام 2000، وبلغ عدد الأسر 2,692 أسرة وعدد العائلات 1,724 عائلة مقيمة في المدينة. في حين سجلت الكثافة السكانية 499.6 نسمة لكل كيلومتر مربع (1,294.0/ميل2). وبلغ عدد الوحدات السكنية 2,913 وحدة بمتوسط كثافة قدره 234.5 لكل كيلومتر مربع (607.4/ميل2).
وتوزع التركيب العرقي للمدينة بنسبة 98.82% من البيض و0.24% من الأمريكيين الأفارقة و0.06% من الأمريكيين الأصليين و0.26% من الأمريكيين ذوي الأصول الآسيوية و0.21% من الأعراق الأخرى و0.40% من عرقين مختلطين أو أكثر و0.84% من الهسبانيون أو اللاتينيون من أي عرق.
بلغ عدد الأسر 2,692 أسرة كانت نسبة 26.8% منها لديها أطفال تحت سن الثامنة عشر تعيش معهم، وبلغت نسبة الأزواج القاطنين مع بعضهم البعض 48.6% من أصل المجموع الكلي للأسر، ونسبة 11.5% من الأسر كان لديها معيلات من الإناث دون وجود شريك، بينما كانت نسبة 3.9% من الأسر لديها معيلون من الذكور دون وجود شريكة وكانت نسبة 36% من غير العائلات. تألفت نسبة 31.6% من أصل جميع الأسر من عدة أفراد يعيشون في نفس المنزل ونسبة 17.3% كانت تتألف من شخص يعيش بمفرده يبلغ من العمر 65 عاماً أو أكثر. وبلغ متوسط حجم الأسرة المعيشية 2.30، أما متوسط حجم العائلات فبلغ 2.91.
بلغ العمر الوسطي للسكان 41.4 عاماً. وكانت نسبة 19.8% من القاطنين تحت سن الثامنة عشر، وكانت نسبة 7.1% بين الثامنة عشر والرابعة والعشرين عاماً، ونسبة 28.5% كانت واقعةً في الفئة العمرية ما بين الخامسة والعشرين والرابعة والأربعين عاماً، ونسبة 22.8% كانت ما بين الخامسة والأربعين والرابعة والستين، ونسبة 21.6% كانت ضمن فئة الخامسة والستين عاماً فما فوق. يوجد لكل 100 أنثى 88.0 ذكر، ويوجد لكل 100 أنثى في الثامنة عشر من عمرها فما فوق 85.2 ذكر.
بلغ متوسط دخل الأسرة في المدينة 26,458 دولارًا، أما متوسط دخل العائلة فبلغ 58,750 دولارًا. وكان متوسط دخل الذكور 37,981 دولارًا مقابل 21,635 دولارًا للإناث. وسجل دخل الفرد الخاص بالمدينة 15,411 دولارًا. وكانت نسبة 5.3% من العائلات ونسبة 9.7% من السكان تحت خط الفقر، وكان من هؤلاء نسبة 11.8% تحت سن الثامنة عشر ونسبة 16.2% في الخامسة والستين من العمر وما فوق.

### تعداد عام 2010
بلغ عدد سكان ديكسون 6,070 نسمة بحسب تعداد عام 2010، وبلغ عدد الأسر 2,703 أسرة وعدد العائلات 1,636 عائلة مقيمة في المدينة. في حين سجلت الكثافة السكانية 488.7 نسمة لكل كيلومتر مربع (1,265.7/ميل2). وبلغ عدد الوحدات السكنية 2,921 وحدة بمتوسط كثافة قدره 235.2 لكل كيلومتر مربع (609.2/ميل2).
وتوزع التركيب العرقي للمدينة بنسبة 95.91% من البيض و0.96% من الأمريكيين الأفارقة و0.07% من الأمريكيين الأصليين و0.68% من الأمريكيين ذوي الأصول الآسيوية و1.10% من الأعراق الأخرى و1.29% من عرقين مختلطين أو أكثر و3.79% من الهسبانيون أو اللاتينيون من أي عرق.
بلغ عدد الأسر 2,703 أسرة كانت نسبة 24.5% منها لديها أطفال تحت سن الثامنة عشر تعيش معهم، وبلغت نسبة الأزواج القاطنين مع بعضهم البعض 43.4% من أصل المجموع الكلي للأسر، ونسبة 12.4% من الأسر كان لديها معيلات من الإناث دون وجود شريك، بينما كانت نسبة 4.8% من الأسر لديها معيلون من الذكور دون وجود شريكة وكانت نسبة 39.5% من غير العائلات. تألفت نسبة 33.9% من أصل جميع الأسر من عدة أفراد يعيشون في نفس المنزل ونسبة 14.8% كانت تتألف من شخص يعيش بمفرده يبلغ من العمر 65 عاماً أو أكثر. وبلغ متوسط حجم الأسرة المعيشية 2.24، أما متوسط حجم العائلات فبلغ 2.86.
بلغ العمر الوسطي للسكان 42.3 عاماً. وكانت نسبة 18.9% من القاطنين تحت سن الثامنة عشر، وكانت نسبة 7.5% بين الثامنة عشر والرابعة والعشرين عاماً، ونسبة 27.4% كانت واقعةً في الفئة العمرية ما بين الخامسة والعشرين والرابعة والأربعين عاماً، ونسبة 27% كانت ما بين الخامسة والأربعين والرابعة والستين، ونسبة 19.1% كانت ضمن فئة الخامسة والستين عاماً فما فوق. وتوزع التركيب الجنسي للسكان بنسبة 48% ذكور و52% إناث.

## وصلات خارجية
- الموقع الرسمي